# William A. Newell

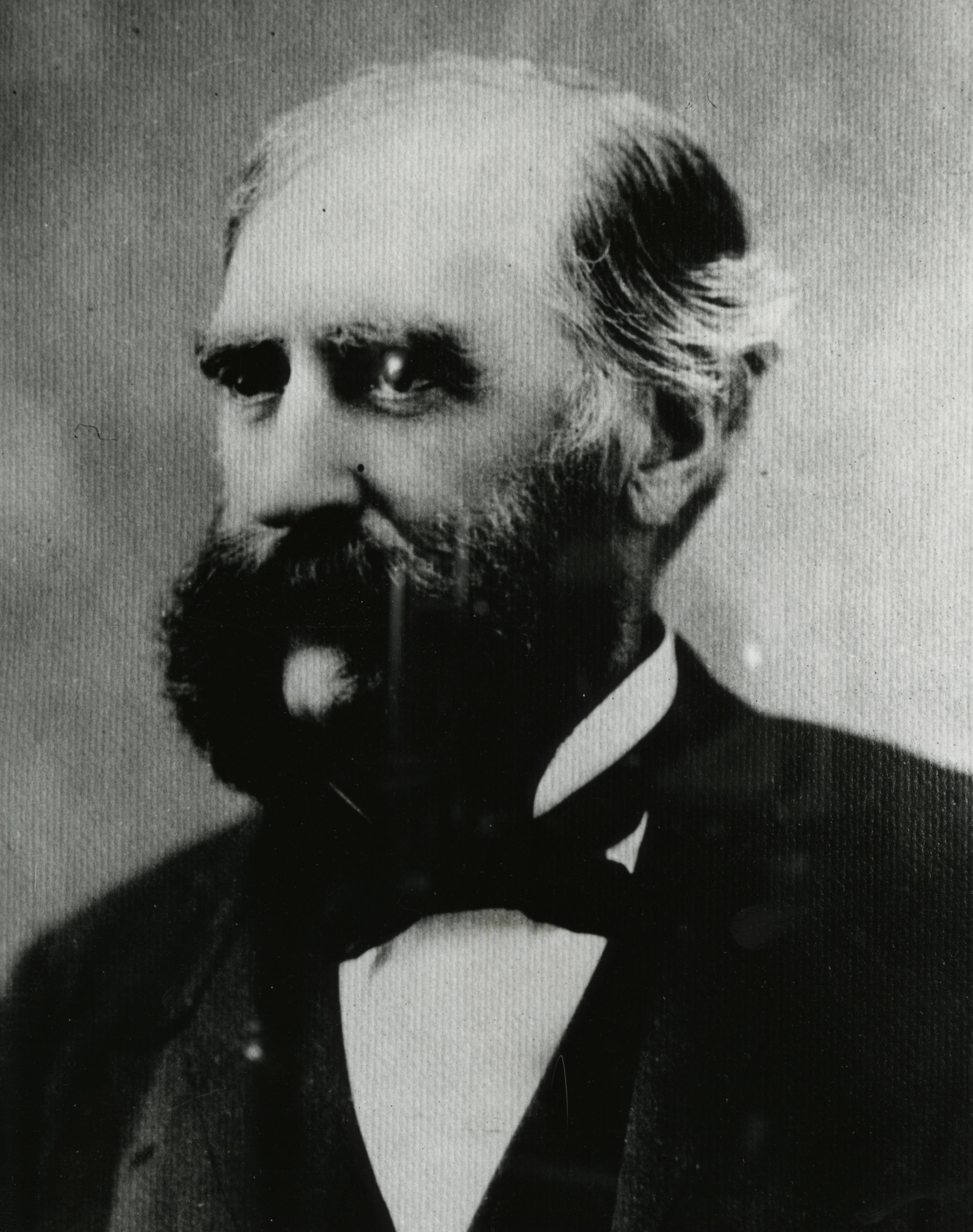
William A. Newell

William Augustus Newell (* 5. September 1817 in Franklin, Ohio; † 8. August 1901 in Allentown, New Jersey) war ein US-amerikanischer Politiker und von 1857 bis 1860 Gouverneur des Bundesstaates New Jersey sowie zwischen 1880 und 1884 der 11. Gouverneur des Washington-Territoriums.

## Frühe Jahre und politischer Aufstieg
William Newell besuchte die Schulen in New Brunswick (New Jersey) und danach bis 1836 das Rutgers College, ehe er an der University of Pennsylvania bis 1839 Medizin studierte. Danach arbeitete er als Arzt in Allentown. Zwischen 1847 und 1851 war Newell als Mitglied der Whigs Abgeordneter im US-Repräsentantenhaus in Washington, D.C. Nach seinem Wechsel zu der neu entstandenen Republikanischen Partei wurde er von dieser im Jahr 1856 als Kandidat für die anstehende Gouverneurswahl nominiert.

## Gouverneur von New Jersey
Nach seinem Wahlsieg trat Newell sein neues Amt am 20. Januar 1857 an. Während seiner Amtszeit wurden das Union County sowie drei weitere Städte gegründet und die Wasserversorgung der Städte verbessert. In diesen Jahren kurz vor Ausbruch des Bürgerkrieges wurde die Frage der Sklaverei in New Jersey heiß diskutiert. Als Republikaner war Newell ein Gegner dieser Institution. Er trat außerdem für Steuersenkungen ein und stellte einen ausgeglichenen Haushalt auf. Auch das Schulsystem erfuhr einige Verbesserungen. Newells Amtszeit als Gouverneur von New Jersey endete am 17. Januar 1860.
Auch nach seiner Gouverneurszeit blieb Newell politisch aktiv. In den Jahren 1860 und 1864 war er Delegierter zu den Republican National Conventions, auf denen jeweils Abraham Lincoln als Präsidentschaftskandidat nominiert wurde. Zwischen 1865 und 1867 war er nochmals Abgeordneter im US-Repräsentantenhaus. Nach dem Ende der Legislaturperiode war er wieder als Arzt tätig. Aber er unternahm auch einige erfolglose Versuche, erneut in den Kongress gewählt zu werden. Im Jahr 1877 scheiterte sein Versuch, nochmals Gouverneur von New Jersey zu werden. Gründe für seine Wahlniederlagen in jener Zeit waren seine abweisende Haltung gegen Einwanderer im Allgemeinen und ein abgelehntes Gnadengesuch während seiner Zeit als Gouverneur.

## Territorialgouverneur in Washington
Im Jahr 1880 wurde Newell von Präsident Rutherford B. Hayes zum neuen Gouverneur im Washington-Territorium ernannt. Dieses Amt übte er zwischen 1880 und 1884 aus. Auch hier setzte er sich für eine Steuersenkung und die kulturelle Anpassung der Indianer ein. Im Jahr 1883, also während seiner Amtszeit, stellte die Eisenbahngesellschaft Northern Pacific Railway eine Schienenverbindung zwischen Tacoma und dem Osten her. Damals kamen schon viele Chinesen in das Gebiet. Die auch beim Eisenbahnbau eingesetzt wurde. Wie in anderen westlichen Staaten wie beispielsweise Kalifornien kam es bald auch in Washington zu Spannungen zwischen den verschiedenen ethnischen Gruppen, die dann unter Newells Nachfolger Watson C. Squire eskalieren sollten.
Nach dem Ende seiner Gouverneurszeit im Washington-Territorium war Newell ein Jahr lang Indianer-Beauftragter der Bundesregierung in diesem Gebiet. Danach ließ er sich in Olympia nieder, wo er weitere 14 Jahre als Arzt arbeitete. Nach dem Tod seiner Frau Joanna Van Deursen, mit der er drei Kinder hatte, kehrte er 1899 im Alter von 82 Jahren nach Allentown in New Jersey zurück. Dort ist er am 8. August 1901 verstorben.